# La Conversation (Muenier)
Pour les articles homonymes, voir La Conversation.
La Conversation est une peinture sur toile de l’artiste français Jules Alexis Muenier, conservée au musée Jean-Léon Gérôme. 

## Historique
Cette œuvre est datée de 1887,.
Le tableau présente deux personnes âgées assises côte à côte, sur un banc d'une rue. Le lieu décrit est probablement un village.
Une étude préparatoire du tableau intitulée À l'Ombre a été réalisée par l'artiste en 1887.

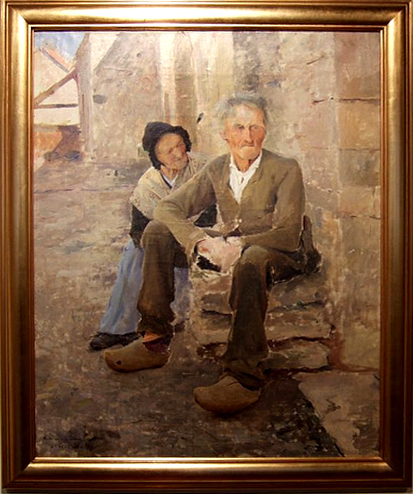
À l'Ombre (étude pour la Conversation)